# Kad bih bio Petar Pan
Kad bih bio Petar Pan drugi je EP zagrebačkog rock sastava Grupa 220, koji je objavljen 1967. godine, a objavila ga je diskografska kuća Jugoton. Na albumu se nalazi šest skladbi od kojih je tri napisao Drago Mlinarec, "Sreća", "Dobro došla, draga" i "Kad bih bio Petar Pan", dok je skladbu "To već i vrapci fućkaju" napisao Alfi Kabiljo.

## Popis pjesama

#### A-strana
1. "Sreća"
2. "To već i vrapci fućkaju"
  - Napisao - Alfi Kabiljo
3. "Dobro došla, draga"

#### B-strana
1. "Ljubav Je Kao Cvijet"
2. "Kad bih bio Petar Pan"
3. "To već i vrapci fućkaju" (Repriza)

## Osoblje
- Drago Mlinarec - napisao skladbe A1, A3 i B2
- Alfi Kabiljo - aranžer i dirigent

## Vanjske poveznice
- Diskografija Grupe 220